# Contea di Motley
La contea di Motley (in inglese Motley County) è una contea dello Stato del Texas, negli Stati Uniti. La popolazione al censimento del 2010 era di 1 210 abitanti. Il capoluogo di contea è Matador. La contea è stata creata nel 1876 ed organizzata successivamente nel 1891. Il suo nome deriva da Junius William Mottley, un firmatario della Dichiarazione d'Indipendenza del Texas. La contea si chiama Motley e non Mottley perché nel disegno di legge per istituire la nuova contea venne scritto appunto in modo errato.
Il repubblicano Drew Springer, Jr., un uomo d'affari di Muenster (Contea di Cooke), rappresenta dal gennaio 2013 Motley County nella Camera dei Rappresentanti del Texas.

## Geografia fisica
| Anno | Popolazione | ±%     |
| ---- | ----------- | ------ |
| 1880 | 24          | Note:  |
| 1890 | 139         | 479.2% |
| 1900 | 1,257       | 804.3% |
| 1910 | 2,396       | 90.6%  |
| 1920 | 4,107       | 71.4%  |
| 1930 | 6,812       | 65.9%  |
| 1940 | 4,994       | −26.7% |
| 1950 | 3,963       | −20.6% |
| 1960 | 2,870       | −27.6% |
| 1970 | 2,178       | −24.1% |
| 1980 | 1,950       | −10.5% |
| 1990 | 1,532       | −21.4% |
| 2000 | 1,426       | −6.9%  |
| 2010 | 1,210       | −15.1% |

Secondo l'Ufficio del censimento degli Stati Uniti d'America la contea ha un'area totale di 990 miglia quadrate (2600 km²), di cui 990 miglia quadrate (2600 km²) sono terra, mentre 0,2 miglia quadrate (0,52 km², corrispondenti allo 0,03% del territorio) sono costituiti dall'acqua.

### Strade principali
- U.S. Highway 62
- U.S. Highway 70
- State Highway 70

### Contee adiacenti
- Hall County (nord)
- Cottle County (est)
- Dickens County (sud)
- Floyd County (ovest)
- Briscoe County (nord-ovest)
- King County (nord-ovest)

## Nome
1. ↑   State & County QuickFacts, su quickfacts.census.gov, United States Census Bureau. URL consultato il 22 dicembre 2013 (archiviato dall'url originale il 15 luglio 2011).
2. ↑   Find a County, su naco.org, National Association of Counties. URL consultato il 7 giugno 2011.
3. ↑   Texas: Individual County Chronologies, su Texas Atlas of Historical County Boundaries, The Newberry Library, 2008. URL consultato il 25 maggio 2015 (archiviato dall'url originale il 13 maggio 2015).
4. ↑   State Rep. Springer announces district tour July 30, su lubbockonline.com, Lubbock Avalanche-Journal, July 16, 2013. URL consultato il 18 luglio 2013.
5. ↑   U.S. Decennial Census, su census.gov, United States Census Bureau. URL consultato il 4 maggio 2015 (archiviato dall'url originale il 12 maggio 2015).
6. ↑   2010 Census Gazetteer Files (TXT), su www2.census.gov, United States Census Bureau, 22 agosto 2012. URL consultato il 4 maggio 2015.